# Helen Stephens
Helen Herring Stephens (Fulton, 3 de fevereiro de 1918 – St.Louis, 17 de janeiro de 1994) foi uma velocista e bicampeã olímpica norte-americana.
Apelidada de "Fulton Flash", desde a infância mostrou grande talento para as provas de velocidade – nunca perdeu uma corrida em mais de 100 disputadas – e para o atletismo de campo, como o lançamento de disco e o arremesso de peso, sendo campeã americana nas duas modalidades.
Com 18 anos, disputou os 100 m em Berlim 1936, onde derrotou a campeã polonesa Stanisława Walasiewicz; seu tempo, 11s5, foi mais rápido que o recorde mundial vigente mas não foi homologado por causa de vento a favor acima do permitido durante a prova;. nos mesmos Jogos integrou o revezamento 4x100 m que conquistou a medalha de ouro junto com Annette Rogers, Betty Robinson e Harriet Bland. Nesta prova, o quarteto norte-americano derrotou as alemães, donas da casa, favoritas e recordistas mundiais, depois que uma das corredoras da equipe nazista deixou cair o bastão. Adolf Hitler, presente à prova, depois chamou as compatriotas para consolá-las.